# David Balázs
David Balázs (* 7. April 1974 in Most, Tschechoslowakei) ist ein ehemaliger tschechischer Eishockeyspieler, der bei verschiedenen Klubs in Europa unter Vertrag stand. In Deutschland spielte er in der Saison 2006/07 für die Dresdner Eislöwen. 

## Karriere
David Balázs begann seine Karriere beim HC Litvínov in der tschechischen Extraliga, für die er zwischen 1993 und 2006 über 320 Extraliga-Spiele absolvierte, in denen er 48 Tore erzielte und 96 weitere vorbereitete. Unterbrochen wurde sein Engagement durch mehrmalige Kurzeinsätze auf Leihbasis für den HC Baník Most in der tschechischen 2. Liga (drittklassig) und durch zwei Spielzeiten beim HC Energie Karlovy Vary. In der Saison 2005/06 stand er für sieben Spiele für Salawat Julajew Ufa in der russischen Superliga auf dem Eis, bevor zur folgenden Spielzeit zurück nach Karlovy Vary wechselte. Im Januar 2007 unterzeichnete Balázs einen Probevertrag bei den Dresdner Eislöwen, der später bis zum Saisonende verlängert wurde, um den Abgang von Robert Brezina zu kompensieren. In den ersten vier Einsätzen im Trikot der Eislöwen erzielte er drei Tore und einen Assist. Die Leistung konnte er aber in den folgenden Spielen nicht zeigen und erhielt daher keinen neuen Vertrag, sondern wechselte in die norwegische GET-ligaen zum Trondheim IK. Dort wurde er in der Saison 2007/08 zweitbester Scorer hinter Libor Pavlis.
Ab März 2008 spielte David Balasz in der 1. Bundesliga Inline-Skaterhockey bei den Highlanders Lüdenscheid – er sorgte schon bei seinem ersten Ligaeinsatz für Furore, als er zusammen mit seinem Sturmpartner Jiří Švejda elf Tore erzielte. Zur Saison 2008/09 wechselte er zurück in die tschechische 1. Liga zum SK Kadaň. Im Frühjahr 2010 wurde er an den HC Karlovy Vary ausgeliehen, kehrte aber zur Saison 2010/11 nach Kadan zurück.
Im November 2011 wechselte Balasz in die spanische Superliga zum CD Hielo Bipolo Vitoria - Gasteiz, mit dem er 2013 die spanische Meisterschaft gewann. Aufgrund des Meistertitels spielte er mit dem CD Hielo in der Saison 2013/14 im IIHF Continental Cup, ehe er im November 2013 zum CG Puigcerdà wechselte.